# Roue de carrier
Une roue de carrier ou roue est un dispositif de levage de fortes charges employé anciennement par les carriers. C'est une simple roue en bois qui actionne un axe sur lequel vient s'enrouler une corde.

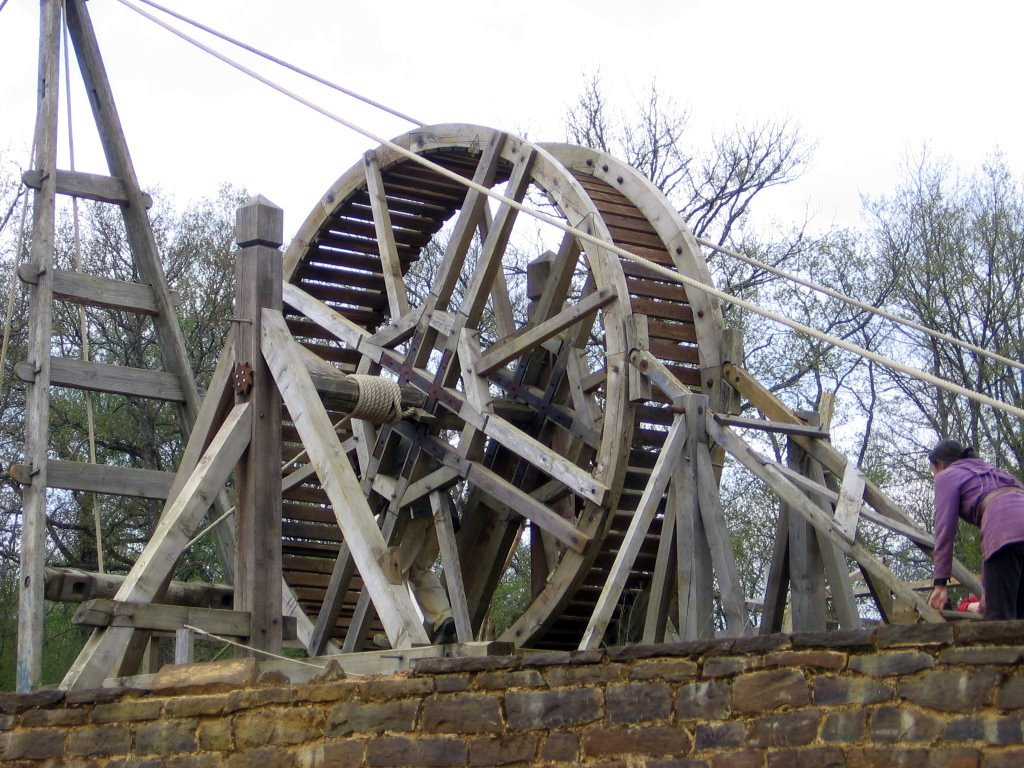
Une roue de carrier, construction du château de Guedelon.

La roue dispose de nombreux rayons pour assurer sa solidité et présente des barres transversales sur son périmètre pour faciliter sa manipulation en tirant des mains ou en poussant des pieds.

## Définition
Le tympan, quelquefois appelé par abus de langage cage d'écureuil, est une roue en bois qui sert à mouvoir un treuil ou cabestan dans une machine de levage et dans laquelle un ou plusieurs hommes marchent pour la faire tourner.  
Les Grecs l'ont appelé γέρανον (terme qui peut aussi désigner une échelle) et les Romains, majus tympanum. À d'autres époques, on l'a appelé roue ou tambour. Toutefois, certains archéologues la nomment tour à tour « machine de levage », « machine de levage à roue motrice », « machine élévatrice médiévale », « roue de carrier ».
La machine de levage elle-même est une chèvre, constituée d'une flèche en charpente et d'une poulie.
La roue de carrier était comme son nom l'indique utilisée par les carriers. La pratique des maçons étant associée à l'usage intensif de la pierre naturelle, on peut supposer que l'usage est passé d'un métier à l'autre.

« La roue des carriers est un bâti de menu bois de charpente qui a au moins vingt-deux pieds de circonférence. Le long du cercle qui forme cette roue est l'échelier c'est-à-dire des chevilles ou échelons de bois de huit pouces de longueur et d'un pouce et demi de grosseur qui de pied en pied traverse le bord de la roue. C'est en montant d'échelon en échelon le long de l'échelier que les manœuvres carriers donnent le mouvement à la roue ou plutôt à l'arbre à l'un des bouts duquel la roue est attachée et élevée perpendiculairement sur l'horizon. Les proportions les plus ordinaires de l'arbre sont de quatorze pieds de longueur sur deux pieds de diamètre. »

La « cage à écureuil » désigne la cage qu'on fabriquait pour l'animal dans laquelle était annexée une cage tournante appelée par ailleurs originairement « tournette».

## Historique
La machine est décrite dans le Livre X du De architectura de Vitruve : le tambour est appelé majus tympanum (grand tambour) par les Romains.

« Après les avoir fait passer par la partie extérieure, on les ramène, à droite et à gauche de la roue, jusqu'à l'essieu, où on les attache pour les y fixer. Alors, de la roue autour de laquelle il est entortillé, un autre câble se dirige vers un vindas. En même temps que ce câble file autour de la roue et du treuil du vindas, ceux qui sont attachés à l'essieu de la machine, se tendent et lèvent insensiblement les fardeaux sans danger. Que si l'on veut, sans employer de vindas, se servir d'une roue plus grande, en la faisant tourner par des hommes qui agiront avec leurs pieds, soit au milieu, soit à l'une de ses extrémités, on en obtiendra des résultats encore plus prompts,. »

Le tympan, que les Grecs appellent aussi γέρανον (terme qui désigne aussi une échelle), est une roue large, autour de l'essieu de laquelle s'enroulent les câbles qui passent sur les poulies, et que l'on met en mouvement soit avec le vindas, quand elle n'est pas trop grande, soit avec les pieds, quand elle est disposée en forme de grand tambour et qu'on fait entrer dedans un ou plusieurs hommes qui marchent pour la faire tourner.
C'est la grue élévatrice du Moyen Âge utilisée pour l’édification des grands édifices, fortifications, aqueduc, pont, etc.
De construction simple, en bois, démontable pour être transportée et montée sur les constructions, la roue de carrier fut utilisée jusqu’au XVIIe siècle par Vauban qui l’installa dans ses places fortes pour tirer l’eau des puits-citernes. Cette technique est présente dans l’Atlas des Bâtiments Militaires de 1826.